# Politierechtbank
De politierechtbank is in België het laagste vonnisgerecht in strafzaken, naast de correctionele rechtbank en het hof van assisen. Een politierechtbank bestaat uit één politierechter, maar ook een vrederechter kan tot rechter in de politierechtbank worden benoemd. Het openbaar ministerie wordt waargenomen door de procureur des Konings of zijn substituten.

## Bevoegdheden
De politierechtbanken zijn bevoegd voor het bestraffen van:
- Overtredingen, met uitzondering van inbreuken op de Drugswet;
- Wanbedrijven die gecontraventionaliseerd zijn;
- Misdrijven omschreven in artikel 138 Sv., zoals onder andere:
  - Verkeersmisdrijven;
  - Onopzettelijke slagen en verwondingen of doding ten gevolge van een verkeersongeval;
  - Inbreuken betreffende aansprakelijkheidsverzekering.

Tevens zijn de politierechtbanken bevoegd om burgerrechtelijke schadevergoedingen toe te kennen aan eventuele burgerlijke partijen.

## Hoger beroep
Tegen uitspraken van de politierechtbank kan beroep aangetekend worden bij de rechtbank van eerste aanleg. Dit beroep komt bij de correctionele dan wel bij de burgerlijke kamer, naargelang het een vonnis in strafzaken of in burgerlijke zaken is. Uitgezonderd wanneer het gaat om een louter burgerrechtelijk verkeersgeschil met een inzet tot 1.240 euro, dan is geen hoger beroep mogelijk. Gaat de inzet 1.240 euro te boven, dan moet het hoger beroep worden ingesteld bij de burgerlijke kamers van de rechtbank van eerste aanleg. Sinds 2005 is de gemeente bevoegd om bepaalde kleine overtredingen te bestraffen met een gemeentelijke administratieve sanctie. Daartegen is de politierechtbank de beroepsinstantie.

## Organisatie
Er zijn 15 politierechtbanken in België. Elk van de twaalf gerechtelijke arrondissementen heeft een politierechtbank. Het arrondissement Brussel heeft vier rechtbanken, één voor zaken in het Nederlands, een tweede voor zaken in het Frans, een derde in Halle en de vierde in Vilvoorde. De politierechtbanken bestaan ook nog eens uit verschillende afdelingen.
| Zetel             | Gerechtelijk arrondissement | Afdelingen                                        |
| ----------------- | --------------------------- | ------------------------------------------------- |
| Brugge            | West-Vlaanderen             | Ieper, Kortrijk en Veurne                         |
| Gent              | Oost-Vlaanderen             | Aalst, Dendermonde, Oudenaarde en Sint-Niklaas    |
| Antwerpen         | Antwerpen                   | Mechelen en Turnhout                              |
| Hasselt           | Limburg                     | Beringen, Genk, Maaseik, Sint-Truiden en Tongeren |
| Brussel (2)       | Brussel                     |                                                   |
| Halle             | Brussel                     |                                                   |
| Vilvoorde         | Brussel                     |                                                   |
| Leuven            | Leuven                      |                                                   |
| Nijvel            | Waals-Brabant               | Waver                                             |
| Bergen            | Henegouwen                  | Charleroi en Doornik                              |
| Luik              | Luik                        | Hoei en Verviers                                  |
| Namen             | Namen                       | Dinant                                            |
| Eupen             | Eupen                       | Sankt-Vith                                        |
| Marche-en-Famenne | Luxemburg                   | Aarlen en Neufchâteau                             |